# 略莱
略莱（法語：Rieulay，法語發音：[ʁjœlɛ]）是法国上法兰西大区北部省的一个市镇，位于该省中部偏东，属于杜埃区。

## 地理
略莱（50°22'47"N, 3°15'26"E）面积7.29 平方千米，位于法国上法蘭西大區北部省，该省份为法国最北部的省份及最长的省份，西北濒北海，西接加来海峡省，南至埃纳省和索姆省，东与比利时接壤。
与略莱接壤的市镇（或旧市镇、城区）包括：马尔谢讷、佩康库尔、索曼、布吕耶莱马尔谢讷、弗南、旺迪尼-阿马日、弗雷。

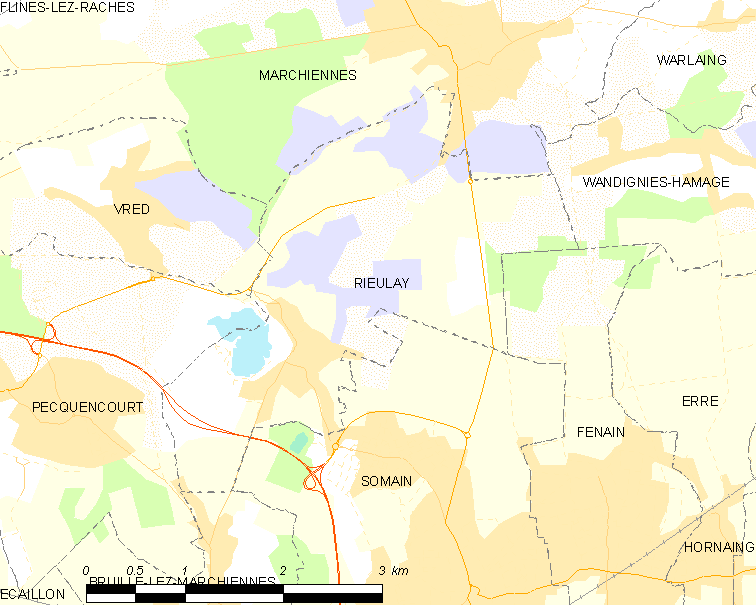
略莱的OSM定位图

略莱的时区为UTC+01:00、UTC+02:00（夏令时）。

## 行政
略莱的邮政编码为59870，INSEE市镇编码为59501。

## 政治
略莱所属的省级选区为桑勒诺布勒县。

## 人口

1962-2008年间略莱人口变化图示

略莱于2022年1月1日时的人口数量为1226人。